# توموهارو کاتسوماتا
توموهارو کاتسوماتا (انگلیسی: Tomoharu Katsumata؛ زادهٔ ۴ فوریهٔ ۱۹۳۸) کارگردان انیمیشن، فیلم‌نامه‌نویس، و کارگردان فیلم اهل ژاپن است.